# Vrátný od Maxima (film, 1976)
Vrátný od Maxima (francouzsky: Le chasseur de chez Maxim's) je francouzská situační komedie z roku 1976 režiséra Claude Vitala, která byla natočena podle stejnojmenné divadelní frašky z roku 1918 s Michelem Galabruem v hlavní roli. V kontextu francouzské kinematografie jde celkově o pátou filmovou verzi tohoto námětu. Film byl natočen v době, kdy vrcholila popularita francouzských filmových komedií o četnících, zde si zahrála hned trojice herců známá z těchto snímků: Claude Gensac, Jean Lefebvre a Michel Galabru.

## Obsazení
| Michel Galabru        | Julien                      |
| Jean Lefebvre         | kanovník                    |
| Marie-Héléne Breillat | Totoche                     |
| Francis Perrin        | Octave                      |
| Daniel Ceccaldi       | Du Vélin                    |
| Alfred Adam           | majitel restaurace U Maxima |
| Claude Gensac         | Germaine                    |
| Sabine Azéma          | Geneviève                   |
| Jean-Pierre Darras    | ministr                     |
| Dominique Davray      | teta                        |
| Robert Dalban         | Honoré                      |
| Gabriel Jabbour       | velvyslanec                 |
| Anna Gaël             | Lulu                        |
| Gérard Jugnot         | hrabě                       |
| Michel Bardinet       | Binval                      |
| Rachel Cathoud        | Cri-Cri                     |
| Nicole Desailly       | Lucette                     |
| Lucien Frégis         | nosič                       |
| Pierre Gallon         | druhý majitel hotelu        |
| Gérard Hernandez      | Hernandez                   |
| Hervé Hillien         |                             |
| Jean-Claude Islert    | pořadatel                   |
| Bernard Musson        | pořadatel                   |
| Elisabeth Rambert     |                             |
| Jackie Sardou         | Marguerite                  |